# Terminalias
Las terminalias eran las fiestas que celebraban los romanos en honor del dios Término que gobierna sobre los hitos fronterizos. 
Se verificaban el VII de las Calendas de marzo (23 de febrero) en el punto de unión de las vías Ostiense y Laurentina, antiguo límite de Roma en tiempo de Numa. En ellas, cada padre de familia encendía una gran hoguera sobre la cual los hijos derramaban vino nuevo y semillas del año cantando al mismo tiempo himnos adecuados al caso. Más adelante suprimieron estas ceremonias limitándose a sacrificar un cordero o una verraca. 